# Andrássy Béla
Andrássy Béla (1854 – Budapest, 1873. május 1.) magyar költő.
Joghallgató volt, tanulmányai mellett egy főúri családnál nevelősködött. Számos figyelemre méltó verset és cikket publikált a korabeli lapokban. Kolerában halt meg. Néhány, Szabolcs vármegye történeti monográfiájához kapcsolódó cikk is a nevéhez fűződik. Költeményei a következő lapokban jelentek meg: Fővárosi Lapok (1872–1873); Családi Kör (1873); Magyarország és a Nagyvilág (1871–1873); Nefelejts (1871–1873). Hátrahagyott versei közül néhány a Vasárnapi Ujságban (1873–1875); irodalomtörténeti tárgyú cikkei a Figyelő (1872–1873); az Athanaeum (1873) és Gáspár Imre Új nemzedék című gyűjteményében jelentek meg. Történelmi cikkei a Hazánk s a Külföldben (1872) és a Reformban (1872–1873) láttak napvilágot. Ez utóbbiban jelentek meg a Szabolcs vármegyére vonatkozó írásai. 1873-ban, kolera következtében hunyt el Budapesten.
Életében egyetlen önálló kötettel jelentkezett: Zsengék (versek, Nyíregyháza, 1870).